# Lodersleben
Lodersleben is een plaats en voormalige gemeente in de Duitse deelstaat Saksen-Anhalt, en maakt deel uit van de Landkreis Saalekreis.
Lodersleben telt 1.011 inwoners.

## Geschiedenis
Op 5 november 1995 is de toenmalige zelfstandige gemeente Lodersleben geannexeerd door de eenheidsgemeente Querfurt.